# Danilo av Montenegro
Danilo Petrović-Njegoš av Montenegro, född 29 juni 1871 i Cetinje, död 24 september 1939 i Wien, var en montenegrinsk kronprins.
Danilo var son till Nikola I av Montenegro, och lät efter dennes död 1 mars 1921 utropa sig till kung, men avsade sig efter några dagar tronanspråken till förmån för sin brorson Michael Petrović-Njegoš. Efter sin tronavsägelse gick han i landsflykt, och bosatte sig i Italien.